# Novomîhailivka, Arbuzînka
Novomîhailivka (în ucraineană Новомихайлівка) este un sat în comuna Sadove din raionul Arbuzînka, regiunea Mîkolaiiv, Ucraina.

## Demografie
Componența lingvistică a localității Novomîhailivka
     Ucraineană (88,41%)
     Română (6,52%)
     Rusă (5,07%)
Conform recensământului din 2001, majoritatea populației localității Novomîhailivka era vorbitoare de ucraineană (88,41%), existând în minoritate și vorbitori de română (6,52%) și rusă (5,07%).